# Bislett Games 2011
I Bislett Games 2011 sono stati la 44ª edizione dell'annuale evento di atletica leggera denominato Bislett Games, che ha luogo al Bislett Stadion di Oslo, per questa edizione dalle ore 17:15 alle 21:48 UTC+2 del 9 giugno 2011. L'evento è stato anche la quinta tappa del più prestigioso circuito di atletica leggera al mondo:IAAF Diamond League 2011.

## Programma
L'evento ha visto lo svolgimento di 18 specialità, 9 maschili e 9 femminili: di queste, 8 maschili e 8 femminili erano valide per la Diamond League. Oltre a queste, erano inserite in programma una serie di 1500 metri per atlete scandinave, due prove per atleti under23 e una serie di 800 metri per atleti scandinavi. Per la qualificazione alla gara dei 100 metri ostacoli donne sono state programmate due serie di qualificazione.
| # | Orario | Specialità             |
| - | ------ | ---------------------- |
| 1 | 17:30  | Lancio del disco       |
| 2 | 19:03  | 1500 m                 |
| 3 | 19:55  | Salto in alto          |
| 4 | 20:06  | Salto in lungo         |
| 5 | 20:20  | 3000 m siepi           |
| 6 | 20:21  | Lancio del giavellotto |
| 7 | 20:55  | 110 m hs               |
| 8 | 21:30  | Miglio                 |
| 9 | 21:47  | 200 m                  |

| # | Orario | Specialità       |
| - | ------ | ---------------- |
| 1 | 18:15  | Salto triplo     |
| 2 | 18:20  | Salto con l'asta |
| 3 | 18:45  | Getto del peso   |
| 4 | 20:05  | 400 m hs         |
| 5 | 20:12  | 400 m            |
| 6 | 20:35  | 100 m            |
| 7 | 20:45  | 100 m hs         |
| 8 | 21:05  | 800 m            |
| 9 | 21:10  | 5000 m           |

     Specialità valide per la Diamond League

## Risultati
Di seguito i primi tre classificati di ogni specialità. Con w si indica una prestazione con vento favorevole superiore a 2 m/s.

### Uomini
| Specialità             |                     | Prestazione | 2º classificato     | Prestazione | 3º classificato      | Prestazione |
| 200 m                  | Usain Bolt          | 19.86       | Jaysuma Saidy Ndure | 20.43       | Mario Forsythe       | 20.49       |
| 1500 m                 | Nicholas Kemboi     | 3'37.25     | Hillary Maiyo       | 3'37.27     | Imad Touil           | 3'37.45     |
| Miglio                 | Asbel Kiprop        | 3'50.86     | Haron Keitany       | 3'51.02     | Mekonnen Gebremedhin | 3'51.30     |
| 110 m hs               | Aries Merritt       | 13.12       | Dwight Thomas       | 13.15       | Joel Brown           | 13.20       |
| 3000 m siepi           | Paul Kipsiele Koech | 8'01.83     | Brimin Kipruto      | 8'05.40     | Roba Gari            | 8'10.41     |
| Salto in lungo         | Godfrey Mokoena     | 8.08 m      | Morten Jensen       | 8.01 m      | Loúis Tsátoumas      | 7.96 m      |
| Salto in alto          | Kyriakos Iōannou    | 2.28 m      | Andrey Silnov       | 2.28 m      | Raúl Spank           | 2.28 m      |
| Lancio del disco       | Gerd Kanter         | 65.14 m     | Frank Casañas       | 64.54 m     | Virgilijus Alekna    | 64.00 m     |
| Lancio del giavellotto | Matthias De Zordo   | 83.94 m     | Robert Oosthuizen   | 82.07 m     | Petr Frydrych        | 81.09 m     |

     Atleti al primo posto nella classifica di specialità.
     Prestazione che stabilisce il nuovo record del meeting.

### Donne
| Specialità       |                     | Prestazione | 2ª classificata       | Prestazione | 3ª classificata  | Prestazione |
| 100 m            | Ivet Lalova         | 11.01 w     | Olesya Povh           | 11.14       | Ezinne Okparaebo | 11.17       |
| 400 m            | Amantle Montsho     | 50.10       | Denisa Rosolová       | 51.04       | Novlene Williams | 51.17       |
| 800 m            | Halima Hachlaf      | 1'58.27     | Mariya Savinova       | 1'58.44     | Caster Semenya   | 1'58.61     |
| 5000 m           | Meseret Defar       | 14'37.32    | Sentayehu Ejigu       | 14'37.50    | Genzebe Dibaba   | 14'37.56    |
| 100 m hs         | Christina Vukicevic | 12.79       | Kristi Castlin        | 12.95       | Nichole Denby    | 13.06       |
| 400 m hs         | Zuzana Hejnová      | 54.38       | Perri Shakes          | 54.77       | Natalya Antyukh  | 55.45       |
| Salto triplo     | Yargelis Savigne    | 14.71 m     | Olha Saladukha        | 14.71 m     | Mabel Gay        | 14.31 m     |
| Salto con l'asta | Fabiana Murer       | 4.60 m      | Aleksandra Kiryashova | 4.50 m =    | Anna Rogowska    | 4.40 m      |
| Getto del peso   | Valerie Adams       | 20.26 m     | Nadezhda Ostapchuk    | 19.92 m     | Lijiao Gong      | 19.57 m     |

     Atlete al primo posto nella classifica di specialità.
     Prestazione che stabilisce il nuovo record dell'evento.